# ジョン・ヘイ・ホイットニー

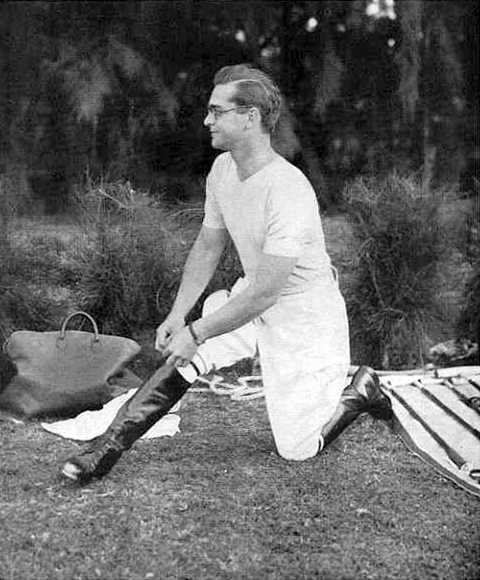
1933年のタイム誌の表紙を飾った際のホイットニー

ジョン・ヘイ・ホイットニー（John Hay Whitney、1904年8月27日 – 1982年2月8日)は、アメリカ合衆国の官僚、新聞社経営者、および競走馬の馬主。第50代在イギリスアメリカ合衆国大使で、1957年から1961年までを務めた。
アメリカの名門一族ホイットニー家の一員で、始祖のウィリアム・コリンズ・ホイットニーからは孫の代に当たる。通称「ジョック・ホイットニー（Jock Whitney）」。

## 生涯

### 青年時代
メイン州エルスワースの出身で、父はペイン・ホイットニー（(William) Payne Whitney）、母はヘレン・ヘイ（Helen Julia Hay Whitney ヘレン・ジュリア・ヘイ・ホイットニー）である。姉にジョーン・ホイットニー（Joan Whitney Payson ジョーン・ホイットニー・ペイスン）がいる。
父方の祖父ウィリアム・コリンズ・ホイットニーはアメリカ合衆国海軍長官、母方の祖父ジョン・ミルトン・ヘイはアメリカ合衆国国務長官であり、政界に強い繋がりのある家系であった。また産業界とも繋がりがあり、父ペインのおじであるオリヴァー・ハザード・ペインは、この頃にアメリカのタバコ事業者ジェームズ・ブキャナン・デュークとともに活動しており、ライバル会社を買収してアメリカンタバコ社を設立している。
ジョンは父や祖父も通ったイェールカレッジ（後のイェール大学）に進学し、同大学の秘密結社サークル「デルタ・カッパ・イプシロン」に入部、他にも同じく秘密結社サークル「スクロール・アンド・キー」にも入部している。伝説によれば、ジョンはイェール在学中に現代で「スポーツ刈り（crew cut）」と呼ばれる髪型を考案したとされる。
1926年にオックスフォード大学へと進学したが、間もなくして父が死去したため、ジョンは家に戻らざるを得なかった。ジョンは父の遺産2000万ドルを受け継ぎ、また後に母が没したときにその4倍相当の遺産も受け継ぐことになる。

### 家族
ジョンの最初の妻となった人物が、メアリー・エリザベス・アルテマス（Mary Elizabeth Altemus、通称: Liz（リズ）。）であった。1930年、ジョンは彼女へのプロポーズとして、ランゴレン・エステートという2200エーカー（約890ヘクタール）もの乗馬の繋養牧場を贈っている。
リズとの結婚後も、ジョンはあちこちのパーティーで女性と出会っては、関係を持とうとしていた。その中には俳優らも多く、タルラー・バンクヘッドやジョーン・ベネット、ポーレット・ゴダード、ジョーン・クロフォードといった面々もいた。ジョンの開いたパーティーには多くの芸能人が参加したらしく、キャロル・ロンバードとクラーク・ゲーブルもジョンのパーティーで出会ったことがもとで結婚したという。1930年代の初頭には、ジョンがニーナという女性と関係を持とうとした頃、リズもまたそのニーナの配偶者であったユージン・ヴィダルという人物と関係を持とうとしていたとされる。
そういった浮気癖もあって、後の1940年には二人は離婚している。しかし先述の贈り物はリズにとって大きな影響を与えており、リズはその後も競馬に強い関わりを保ち続け、後にはベルモントステークス勝ち馬を生産するに至っている。
1942年、ジョンはベッツィ・キャッシング・ルーズベルト（Betsey Cushing Roosevelt Whitney）と再婚した。ベッツィはジェームズ・ルーズベルト（フランクリン・ルーズベルトの長男）の前妻で、その連れ子であるケイトとサラに2名も家族に加えた。

### 兵役、官僚時代
第二次世界大戦中、ジョンはアメリカ空軍に志願し、情報将校としてOSSに勤務した。しかし南フランスで潜伏中にドイツ軍に捕縛され、捕虜収容所に送られそうになっている。いざ列車で輸送されるというときに連合国側の攻撃を受け、その隙に逃げ出すことができた。
終戦後の1957年、ジョンはドワイト・D・アイゼンハワーの後援者であった縁からその指名を受け、在イギリスアメリカ合衆国大使に就任した。この当時はスエズ動乱（第二次中東戦争）の最中であり、ジョンはアイゼンハワーのイギリス・フランス・イスラエルに対するエジプトからの撤退勧告を行うという立場を負った。

### 晩年
1970年代には全世界でも10本の指に入る長者と発表されており、その当時にはロングアイランドの広大な宅地、ジョージアのプランテーション、マンハッタンには大規模な宅地区画、コネチカット州のフィッシャーズ島には夏用の別荘を、さらにサラトガ・スプリングズには競馬開催のときに使う12部屋を有する別宅を所有していた。ほか、ジョージア州オーガスタや、イギリスのアスコット競馬場の近辺にも別荘を構え、またサウスカロライナ州のアイケンには臨終の地として用意した邸宅があった。
1982年2月8日、ニューヨークにて心不全のため死亡。77歳であった。

## 事業

### フリーポート・テキサス
1929年、ジョンはある会社での就業中に、硫黄採掘会社であるフリーポート・テキサス社の創業者一族である、ラングボーン・ミード・ウィリアムズ・ジュニアと出会い、意気投合した。ジョンはウィリアムズ・ジュニアと共謀してフリーポート・テキサス社の買収工作を仕掛け、その創業者一族を追い出して乗っ取りに成功した。その後の1933年にウィリアムズ・ジュニアは社長に就任し、ジョンは取締役として収まった。

### テクニカラー
ジョンはブロードウェイなどのミュージカルにも様々な出資を行っており、1931年にはピーター・アーノの『Here Goes the Bride』に10万ドルの投資を行ったものの、失敗していた。一方で1939年の『Life with Father』では一転して大きな収益を上げている。
1934年のフォーチュンのテクニカラーに関する記事によれば、ジョンがこの頃から映画産業に関心を持っていたとされる。テクニカラーは1932年に三色法による世界初のカラーフィルム製造に成功したフィルム会社で、RKOのマーリン・コールドウェル・クーパー（Merian Caldwell Cooper）はこの技術の将来性を確信して、ジョンへ同社への投資を勧めていた。そしてジョンとRKOの出資により、1932年にパイオニア・ピクチャーズが設立された。ジョン、および出資を持ちかけられたコーネリアス・ヴァンダービルト・ホイットニーは、同社の株を合わせて15%保有していた。
また、デヴィッド・O・セルズニックの制作会社へ87万ドルもの投資を行っており、同社の取締役会長にも就任した。同プロダクションの制作した『風と共に去りぬ』『レベッカ』にも出資しており、その製作費の半分はジョンの資金であった。

### J. H. ホイットニー&カンパニー
J. H. ホイットニー & カンパニーはベンチャーキャピタルというスタイルの先駆けとなった企業のひとつで、ジョン、および同じく投資家であったベノ・シュミッドによって設立された。
同社の著名な事業に、1958年にニューヨーク・ヘラルド・トリビューンを買収したことがある。その後1966年に同紙が消滅するまで、同社はその出版者となっていた。また同紙以外にも様々な新聞社・放送局などをその傘下に収めていた。

## 活動

### 競馬
ジョンが父ペインから引き継いだ資産には、父の持っていた競走馬や牧場（グリーンツリーステーブル）なども含まれていた。これらを姉ジョーンとともに所有し、1928年にジョンはアメリカジョッキークラブのにおける最年少での登録会員となった。ジョンはリズとの結婚以前からアメリカやヨーロッパで競走馬を走らせており、その頃の代表的な競走馬であるイースターヒーロー（Easter Hero）は、1929年・1930年のチェルトナムゴールドカップに優勝している。同馬が1929年に出走したグランドナショナルはジョンにとっても同競走制覇の最大のチャンスであったが、ハナ差の2着に敗れており、以後もジョンは同競走に毎年馬を送り込んでいたものの、惜しいところにすらも来たことがなかった。
また、アメリカ競馬の最高峰であるケンタッキーダービーにも4頭の競走馬を送り込んだが、3着が最高位であった。
ジョンの関係者には、先述のリズ・ホイットニーの他にも競馬に関わった著名人がいる。その中の一人に俳優のフレッド・アステアがおり、イェール大学在学中にニューヨークで知り合った彼らは終生の友となり、競馬への情熱を共有したという。その縁から、ジョンはアステアの『バンド・ワゴン』（1930年）や『ゲイ・ディヴォース』（1932年）といったミュージカルを後援している。また1933年にはアステアと契約が難航していたRKOとの間を取り持ち、契約を交わす手助けをしたという。
ほか、ジョン自身はポロの選手として名高かった。ジョンはスポーツマンとして1933年3月27日号のタイム誌の表紙に掲載されている。

### 美術
名士の嗜みとして、他のホイットニー家の面々同様にジョンもまた美術品の収集を行っていた。ジョンが保有していた作品の中で有名なものにルノワールの『ムーラン・ド・ラ・ギャレットの舞踏会』（2枚あるうちの小さいもの）があり、これは1990年にサザビーズに出品されるまではホイットニー家の所有であった。

### 篤志活動
父ペインはニューヨーク市に図書館や病院を寄贈し、またイェール大学にも多大な寄付を行っていた。ジョンもその活動を継いで、イェール大学に体育館を贈ったり、病院への融資を行っている。1946年には「ジョン・ヘイ・ホイットニー財団」を創設し、同組織に貧困層への教育環境の普及を行わせた。
1951年、ジョン夫妻はグリーンツリーステーブルの敷地のうちマンハセットという地区を切り取り、そこに病院を建てて寄贈した。これが現在のノースショア大学病院である。
これらの活動により、1953年にはニューヨーク市より夫妻を表彰する金のメダルが贈られている。